# Leroy Shield
Pour les articles homonymes, voir Shield.
Leroy Shield est un compositeur américain né le 2 octobre 1893 à Waseca, dans le Minnesota, et mort le 9 janvier 1962 à Fort Lauderdale (États-Unis).

## Filmographie

### comme compositeur
- 1929 : Taxi for Two
- 1930 : Whispering Whoopee
- 1930 : Fast Work
- 1930 : Girl Shock
- 1930 : Pups Is Pups
- 1930 : Doctor's Orders
- 1930 : Teacher's Pet
- 1930 : Bigger and Better
- 1930 : Looser Than Loose
- 1930 : School's Out
- 1930 : Drôles de locataires (Another Fine Mess)
- 1930 : Ladies Last
- 1930 : High C's
- 1931 : Helping Grandma
- 1931 : Blood and Thunder
- 1931 : Thundering Tenors
- 1931 : Drôles de bottes (Be Big!)
- 1931 : Love Business
- 1931 : High Gear
- 1931 : El Alma de la fiesta
- 1931 : The Pip from Pittsburgh
- 1931 : Little Daddy
- 1931 : Monerías
- 1931 : Love Fever
- 1931 : God's Gift to Women
- 1931 : Los Calaveras
- 1931 : Rough Seas
- 1931 : Politiquerías
- 1931 : Bargain Day
- 1931 : Air-Tight
- 1931 : Justes Noces (Our Wife)
- 1931 : One of the Smiths
- 1931 : Fly My Kite
- 1931 : Let's Do Things
- 1931 : Sous les verrous (Pardon Us)
- 1931 : The Panic Is On
- 1931 : Catch as Catch Can
- 1931 : Call a Cop!
- 1931 : Big Ears (en)
- 1931 : Skip the Maloo!
- 1931 : The Pajama Party
- 1931 : Mama Loves Papa
- 1931 : Laurel et Hardy campeurs (One Good Turn)
- 1931 : What a Bozo!
- 1931 : War Mamas
- 1931 : Dogs Is Dogs (en)
- 1931 : The Hasty Marriage
- 1931 : On the Loose
- 1932 : Seal Skins
- 1932 : Free Eats (en)
- 1932 : The Knockout
- 1932 : Stan boxeur (Any Old Port!)
- 1932 : The Nickel Nurser
- 1932 : Red Noses
- 1932 : Spanky (en)
- 1932 : You're Telling Me
- 1932 : Livreurs, sachez livrer ! (The Music Box)
- 1932 : In Walked Charley
- 1932 : Strictly Unreliable
- 1932 : Prenez garde au lion (The Chimp)
- 1932 : First in War
- 1932 : The Old Bull
- 1932 : The Pooch (en)
- 1932 : Wild Babies
- 1932 : What Price Taxi
- 1932 : Show Business
- 1932 : Hook and Ladder (en)
- 1932 : Young Ironsides
- 1932 : Strange Innertube
- 1932 : Hot Spot
- 1932 : Alum and Eve
- 1932 : Free Wheeling
- 1932 : Girl Grief
- 1932 : The Soilers
- 1932 : Laurel et Hardy bonnes d'enfants (Their First Mistake)
- 1932 : Birthday Blues
- 1932 : Now We'll Tell One
- 1932 : A Lad an' a Lamp
- 1932 : Mr. Bride
- 1932 : Towed in a Hole
- 1933 : Bring 'Em Back a Wife
- 1933 : Asleep in the Feet
- 1933 : Fish Hooky
- 1933 : Fallen Arches
- 1933 : Les Joies du mariage (Twice Two)
- 1933 : Maids a la Mode
- 1933 : Forgotten Babies
- 1933 : Taxi Barons
- 1933 : The Bargain of the Century
- 1933 : The Kid from Borneo
- 1933 : Les Deux Flemmards (Me and My Pal)
- 1933 : His Silent Racket
- 1933 : One Track Minds
- 1933 : Arabian Tights
- 1933 : The Rummy
- 1933 : Thundering Taxis
- 1933 : Sherman Said It
- 1933 : Bedtime Worries (en)
- 1933 : Crook's Tour
- 1933 : Rhapsody in Brew
- 1933 : Laurel et Hardy menuisiers (Busy Bodies)
- 1933 : Midsummer Mush
- 1933 : Les Ramoneurs (Dirty Work)
- 1933 : Les Compagnons de la nouba (Sons of the Desert)
- 1934 : Babes in the Goods
- 1934 : Mixed Nuts
- 1934 : Maid in Hollywood
- 1934 : Movie Daze
- 1934 : Music in Your Hair
- 1934 : Another Wild Idea
- 1934 : The Ballad of Paducah Jail
- 1934 : Done in Oil
- 1934 : Shrimps for a Day
- 1934 : The Live Ghost
- 1934 : The Chases of Pimple Street
- 1935 : Treasure Blues
- 1935 : The Fixer Uppers
- 1935 : Beginner's Luck
- 1935 : Sing, Sister, Sing
- 1935 : Poker at Eight
- 1935 : The Misses Stooge
- 1935 : Sprucin' Up
- 1935 : Bons pour le service (Bonnie Scotland)
- 1935 : Slightly Static
- 1935 : Twin Triplets
- 1935 : Manhattan Monkey Business
- 1935 : Top Flat
- 1936 : All-American Toothache
- 1936 : Neighborhood House
- 1936 : Hot Money
- 1936 : Kelly the Second
- 1936 : Pay As You Exit
- 1936 : C'est donc ton frère (Our Relations)
- 1937 : Hearts Are Thumps
- 1937 : Nobody's Baby
- 1938 : Schwarzfahrt ins Glück
- 1940 : En croisière (Saps at Sea)
- 1955 : The Little Rascals (série TV)
- 1994 : Les Chenapans (The Little Rascals)

### comme acteur
- 1931 : Let's Do Things